# İlyas Abdullayev

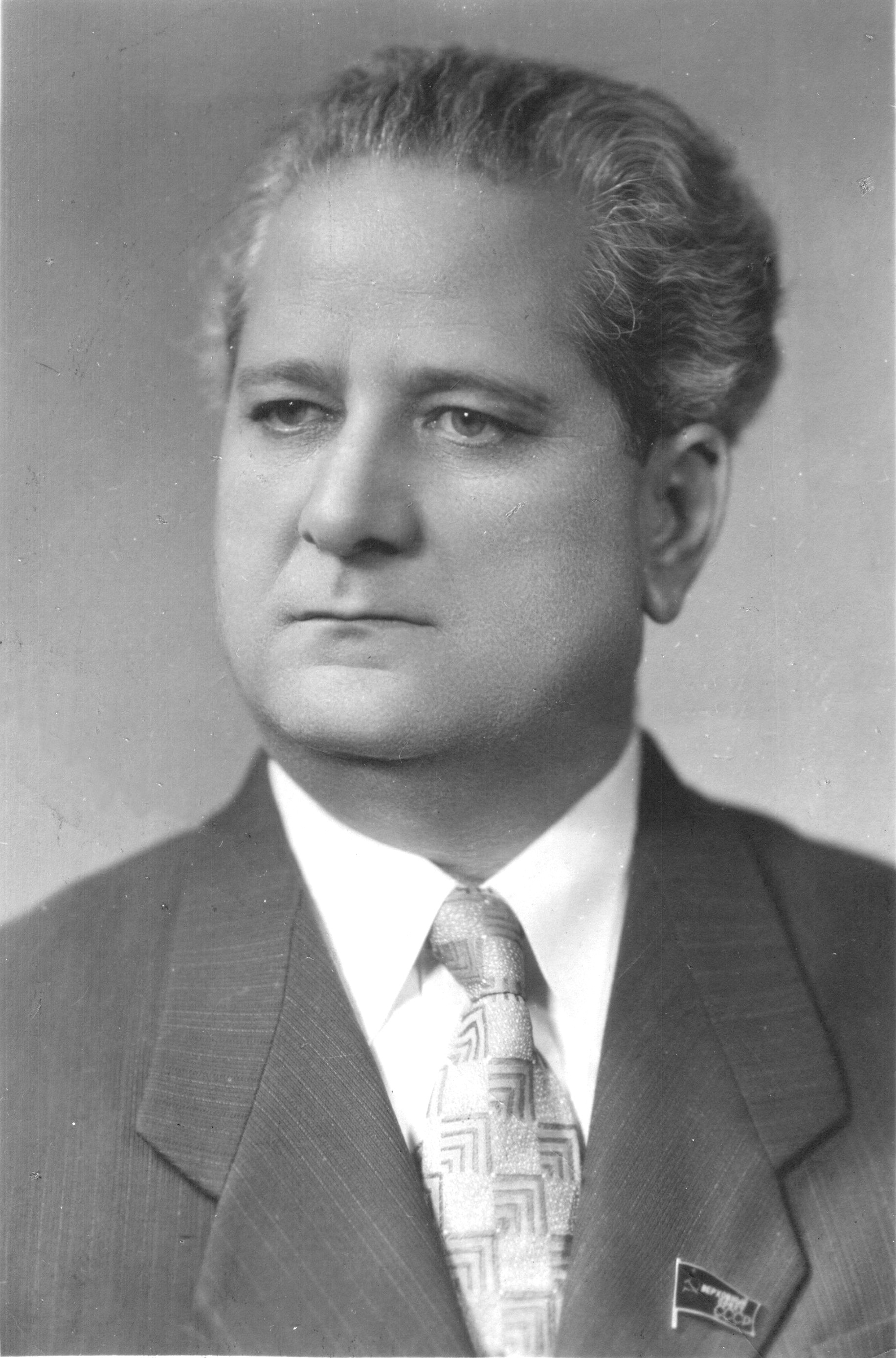
İlyas Kərim oğlu Abdullayev

İlyas Kərim oğlu Abdullayev (russisch Ильяс Керим оглы Абдуллаев Iljas Kerim ogly Abdullajew; * 10. Märzjul. / 23. März 1913greg. in Ağstafa, Gouvernement Jelisawetpol, Russisches Kaiserreich; † 30. April 1985 in Baku, Aserbaidschanische Sozialistische Sowjetrepublik) war ein sowjetischer Biologe und Politiker der Kommunistischen Partei der Sowjetunion (KPdSU), der unter anderem zwischen 1958 und 1959 Vorsitzender des Präsidiums des Obersten Sowjet der Aserbaidschanischen Sozialistischen Sowjetrepublik war.

## Leben
İlyas Abdullayev absolvierte ein Studium am Staatlichen Landwirtschaftsinstitut und war danach als Biologe sowie Forschungswissenschaftler auf dem Gebiet Genetik und Pflanzenzüchtung tätig. 1942 wurde er Leiter der Abteilung Landwirtschaft des Zentralkomitees (ZK) der Kommunistischen Partei der Aserbaidschanischen SSR und bekleidete diese Funktion bis 1948. Zugleich war er zwischen 1947 und 1950 erstmals Deputierter des Obersten Sowjet der Aserbaidschanischen SSR. Im Anschluss war er zunächst von 1948 bis 1950 Stellvertretender Vorsitzender des Ministerrates sowie von 1950 bis 1954 Landwirtschaftsminister der Aserbaidschanischen SSR. Er war ferner zwischen März 1950 und März 1962 Deputierter des Obersten Sowjet der UdSSR. Er war von 1953 bis 1954 zugleich erneut Stellvertretender Vorsitzender des Ministerrates und daraufhin zwischen 1954 und 1958 Erster Stellvertretender Vorsitzender des Ministerrates. 1955 wurde er Mitglied der Akademie der Wissenschaften der Aserbaidschanischen SSR und war zwischen 1955 und 1962 erneut Deputierter des Obersten Sowjet der Aserbaidschanischen SSR.
Als Nachfolger von Mirzə Əjdər oğlu İbrahimov übernahm Abdullayev am 23. Januar 1958 den Posten als Vorsitzender des Präsidiums des Obersten Sowjet der Aserbaidschanischen Sozialistischen Sowjetrepublik und damit als Staatspräsident dieser Unionsrepublik der UdSSR. Er verblieb bis zum 7. November 1959 in diesem Amt, woraufhin Səftər Məmməd oğlu Cəfərov seine Nachfolge antrat. Nach seinem Ausscheiden aus der Politik wurde er 1959 Leiter der Abteilung für Genetik und Züchtung mehrjähriger Pflanzen des Instituts für Genetik und Züchtung der Akademie der Wissenschaften der Aserbaidschanischen SSR. Ferner wurde er 1966 Vorsitzender der Gesellschaft für Genetik und Zucht. Er forschte über Biologie, Genetik und Züchtung mehrjähriger Pflanzen sowie insbesondere über Polyploidie und Mutagenese. Des Weiteren züchtete er mehrere Rebsorten. Für seine Verdienste erhielt er den Orden des Roten Banners der Arbeit sowie das Ehrenzeichen der Sowjetunion.